# Mid-year Internationals 2016
Die Mid-year Internationals 2016 (auch als Summer Tests 2016 bezeichnet) waren eine vom 29. Mai bis zum 26. Juni 2016 stattfindende Serie von internationalen Rugby-Union-Spielen zwischen Mannschaften der ersten, zweiten und dritten Stärkeklasse. Diese Begegnungen folgtem dem globalen Rugby-Kalender von World Rugby der Jahre 2012 bis 2019, der Test Matches zwischen Nationen der nördlichen und südlichen Hemisphäre umfasste, wobei einige der tourenden Teams unter der Woche Spiele gegen Provinz- oder Regionalteams bestritten. Darüber hinaus hatten Nationen der zweiten Stärkeklasse die Möglichkeit, Nationen der ersten Stärkeklasse zu empfangen und so ihre Wettbewerbsfähigkeit zu erhöhen.
Alle Mannschaften der Six Nations waren im Einsatz. England spielte eine Serie von drei Test Matches gegen Australien. Ebenfalls drei Test Matches absolvierte Irland gegen Südafrika, während Wales dreimal gegen Neuseeland antrat. Argentinien empfing Italien und zweimal Frankreich, Italien wiederum spielte gegen Kanada und die USA. Darüber hinaus trat Schottland zweimal gegen Japan an.

## Ergebnisse

### Woche 1
| 29. Mai 2016 15:00 WESZ | England | 27 : 13         | Wales                                                                               | Twickenham Stadium, London Zuschauer: 81.128 Schiedsrichter: Marius Mitrea (Italien) |
| 29. Mai 2016 15:00 WESZ | Versuche: Burrell 19. n.erh. Watson 32. erh. Youngs 43. n.erh. Clifford 46. erh. Yarde 60. n.erh. Erhöhungen: Ford (1/5) | (10:13) Bericht | Versuche: Evans 5. erh. Erhöhungen: Biggar (1/1) Straftritte: Biggar (2/2) 13., 27. | Twickenham Stadium, London Zuschauer: 81.128 Schiedsrichter: Marius Mitrea (Italien) |

### Woche 2
| 11. Juni 2016 15:00 SST | Samoa                                                                                             | 19 : 19        | Georgien | Apia Park, Apia Zuschauer: 5.500 Schiedsrichter: Ben O’Keeffe (Neuseeland) |
| 11. Juni 2016 15:00 SST | Versuche: Lemi 44. erh. Erhöhungen: Fa’apale (1/1) Straftritte: Fa’apale (4/4) 32., 40., 41., 54. | (13:9) Bericht | Versuche: Tchilaischwili 50. erh. Erhöhungen: Kwirikaschwili (1/1) Straftritte: Kwirikaschwili (4/6) 3., 8., 37., 62. | Apia Park, Apia Zuschauer: 5.500 Schiedsrichter: Ben O’Keeffe (Neuseeland) |

| 11. Juni 2016 15:00 PDT | Kanada | 22 : 26         | Japan | BC Place Stadium, Vancouver Zuschauer: 10.250 Schiedsrichter: Federico Anselmi (Argentinien) |
| 11. Juni 2016 15:00 PDT | Versuche: Paris 6. n.erh. Barkwill 20. erh. Cudmore 45. n.erh. Carpenter 79. n.erh. Erhöhungen: McRorie (1/4) | (15:13) Bericht | Versuche: Kizu 30. erh. Matsushima 69. erh. Erhöhungen: Tamura (2/2) Straftritte: Tamura (4/4) 10., 40., 51., 75. | BC Place Stadium, Vancouver Zuschauer: 10.250 Schiedsrichter: Federico Anselmi (Argentinien) |

| 11. Juni 2016 15:45 ART | Argentinien | 30 : 24         | Italien                                                                               | Estadio B. G. Estanislao López, Santa Fe Zuschauer: 30.000 Schiedsrichter: Stuart Berry (Südafrika) |
| 11. Juni 2016 15:45 ART | Versuche: Montero 25. n.erh. Moroni 60. erh. Erhöhungen: Sánchez (1/2) Straftritte: Sánchez (6/7) 9., 20., 31., 36., 58., 65. | (17:16) Bericht | Versuche: Sarto 34. erh. Favaro 68. n.erh. Erhöhungen: Canna (4/5) 15., 28., 39., 42. | Estadio B. G. Estanislao López, Santa Fe Zuschauer: 30.000 Schiedsrichter: Stuart Berry (Südafrika) |

| 11. Juni 2016 17:00 SAST | Südafrika | 20 : 26 | Irland | Newlands Stadium, Kapstadt Zuschauer: 42.620 Schiedsrichter: Mathieu Raynal (Frankreich) |
| 11. Juni 2016 17:00 SAST | Versuche: Mvovo 31. erh. du Toit 68. erh. Erhöhungen: Jantjies (2/2) Straftritte: Lambie (1/2) 15. Jantjies (1/1) 25. | Bericht | Versuche: Payne 10. erh. Murray 42. erh. Erhöhungen: Jackson (2/2) Straftritte: Jackson (3/4) 18., 67., 76. Dropgoals: Jackson (1/2) 36. | Newlands Stadium, Kapstadt Zuschauer: 42.620 Schiedsrichter: Mathieu Raynal (Frankreich) |

- Dies war der erste Auswärtssieg der Iren über die Springboks.

| 11. Juni 2016 19:35 NZST | Neuseeland | 39 : 21         | Wales | Eden Park, Auckland Zuschauer: 46.270 Schiedsrichter: Wayne Barnes (England) |
| 11. Juni 2016 19:35 NZST | Versuche: J. Savea 15. n.erh. Naholo (2) 18. erh., 62. erh. Read 68. erh. Harris 80. erh. Erhöhungen: Cruden (4/5) Straftritte: Cruden (2/4) 5., 48. | (15:18) Bericht | Versuche: Faletau 9. n.erh. Webb 31. erh. Erhöhungen: Biggar (1/2) Straftritte: Biggar (3/4) 21., 26., 53. | Eden Park, Auckland Zuschauer: 46.270 Schiedsrichter: Wayne Barnes (England) |

- Alun Wyn Jones überschritt als fünfter Waliser die Marke von 100 Test Matches.

| 11. Juni 2016 20:00 AEST | Australien | 28 : 39         | England | Suncorp Stadium, Brisbane Zuschauer: 48.735 Schiedsrichter: Romain Poite (Frankreich) |
| 11. Juni 2016 20:00 AEST | Versuche: Hooper (2) 8. n.erh., 58. n.erh. Folau 15. n.erh. Kuridrani 70. erh. Erhöhungen: Foley (1/4) Straftritte: Foley (2/2) 36., 77. | (13:19) Bericht | Versuche: Joseph 31. erh. Yarde 45. erh. Nowell 79. erh. Erhöhungen: Farrell (3/3) Straftritte: Farrell (6/7) 20., 27., 30., 40., 56., 66. | Suncorp Stadium, Brisbane Zuschauer: 48.735 Schiedsrichter: Romain Poite (Frankreich) |

### Woche 3
| 17. Juni 2016 17:00 BRT | Brasilien                                                                 | 17 : 18         | Kenia | Estádio Milton Corrêa, Macapá Schiedsrichter: Alejandro Longres (Uruguay) |
| 17. Juni 2016 17:00 BRT | Versuche: Arruda 2. n.erh. Erhöhungen: Cecarelli (4/5) 10., 16., 40., 74. | (14:10) Bericht | Versuche: Ambunya 16. erh. Muniafu 58. n.erh. Erhöhungen: Mukidza (1/2) Straftritte: Mukidza (2/3) 28., 77. | Estádio Milton Corrêa, Macapá Schiedsrichter: Alejandro Longres (Uruguay) |

| 18. Juni 2016 12:45 FJT | Tonga | 20 : 23         | Georgien | National Stadium, Suva Zuschauer: 3000 Schiedsrichter: Nick Briant (Neuseeland) |
| 18. Juni 2016 12:45 FJT | Versuche: Iongi 6. erh. Fonua 69. erh. Erhöhungen: Takulua (1/1) Fosita (1/1) Straftritte: Takulua (1/2) 34. Halaifonua (1/1) 43. | (10:13) Bericht | Versuche: Katscharawa (2) 19. erh., 80.+4 erh. Erhöhungen: Kwirikaschwili (1/1) Malaghuradse (1/1) Straftritte: Kwirikaschwili (3/5) 2., 32., 41. | National Stadium, Suva Zuschauer: 3000 Schiedsrichter: Nick Briant (Neuseeland) |

| 18. Juni 2016 15:00 MDT | Kanada | 46 : 21         | Russland                                                                                 | Calgary Rugby Park, Calgary Schiedsrichter: Shūhei Kubo (Japan) |
| 18. Juni 2016 15:00 MDT | Versuche: McRorie (2) 3. erh., 45. erh. Paris 9. n.erh. Evans 12. erh. Parfrey 23. erh. Wilson-Ross 55. erh. Erhöhungen: McRorie (5/6) 4., 13., 24., 46., 56. Straftritte: McRorie (2/2) 43., 72. | (26:10) Bericht | Versuche: Sykow 29. erh. Jolgin 66. erh. Matwejew 76. erh. Erhöhungen: Kuschnarjow (3/3) | Calgary Rugby Park, Calgary Schiedsrichter: Shūhei Kubo (Japan) |

| 18. Juni 2016 17:00 SAST | Südafrika | 32 : 26        | Irland | Ellis Park Stadium, Johannesburg Zuschauer: 58.400 Schiedsrichter: Angus Gardner (Australien) |
| 18. Juni 2016 17:00 SAST | Versuche: Combrinck 55. erh. Whiteley 63. n.erh. du Toit 69. erh. de Allende 75. erh. Erhöhungen: Jantjies (3/4) Straftritte: Jantjies (2/4) 3., 80. | (3:19) Bericht | Versuche: Toner 33. erh. Heaslip 59. erh. Erhöhungen: Jackson (2/2) Straftritte: Jackson (4/6) 10., 14., 22., 27. | Ellis Park Stadium, Johannesburg Zuschauer: 58.400 Schiedsrichter: Angus Gardner (Australien) |

| 18. Juni 2016 18:00 PDT | Vereinigte Staaten                                                                                               | 20 : 24         | Italien | Avaya Stadium, San José Schiedsrichter: Marius van der Westhuizen (Südafrika) |
| 18. Juni 2016 18:00 PDT | Versuche: Strafversuch 20. erh. Lamborn 68. erh. Erhöhungen: MacGinty (2/2) Straftritte: MacGinty (2/2) 11., 50. | (10:11) Bericht | Versuche: Gega (2) 29. n.erh, 54. erh. Erhöhungen: Canna (1/2) Straftritte: Canna (3/3) 15., 39., 80. Dropgoals: Canna (1/1) 43. | Avaya Stadium, San José Schiedsrichter: Marius van der Westhuizen (Südafrika) |

| 18. Juni 2016 19:20 JST | Japan                                                                               | 13 : 26         | Schottland | Toyota-Stadion, Toyota Zuschauer: 24.113 Schiedsrichter: Ben O’Keeffe (Neuseeland) |
| 18. Juni 2016 19:20 JST | Versuche: Horie 8. erh. Erhöhungen: Tamura (1/1) Straftritte: Tamura (2/3) 28., 55. | (10:16) Bericht | Versuche: Strafversuch 37. erh. Nel 41. erh. Erhöhungen: Laidlaw (2/2) Straftritte: Laidlaw (4/4) 4., 15., 19., 62. | Toyota-Stadion, Toyota Zuschauer: 24.113 Schiedsrichter: Ben O’Keeffe (Neuseeland) |

| 18. Juni 2016 19:35 NZST | Neuseeland | 36 : 22         | Wales | Westpac Stadium, Wellington Zuschauer: 35.907 Schiedsrichter: Jaco Peyper (Südafrika) |
| 18. Juni 2016 19:35 NZST | Versuche: Dagg 20. erh. Smith 51. erh. Barrett 55. erh. Naholo 60. n.erh. A. Savea 65. erh. Erhöhungen: Cruden (1/1) Barrett (3/4) Straftritte: Cruden (1/1) 30. | (10:10) Bericht | Versuche: Jones 40. erh. Williams 73. erh. Davies 76. n.erh. Erhöhungen: Biggar (2/2) Straftritte: Biggar (1/1) 17. | Westpac Stadium, Wellington Zuschauer: 35.907 Schiedsrichter: Jaco Peyper (Südafrika) |

| 18. Juni 2016 20:00 AEST | Australien                                       | 7 : 23         | England | AMI Park, Melbourne Zuschauer: 29.871 Schiedsrichter: Craig Joubert (Südafrika) |
| 18. Juni 2016 20:00 AEST | Versuche: Moore 34. erh. Erhöhungen: Foley (1/1) | (7:10) Bericht | Versuche: Hartley 18. erh. Farrell 74. erh. Erhöhungen: Farrell (2/2) Straftritte: Farrell (3/4) 30., 51., 79. | AMI Park, Melbourne Zuschauer: 29.871 Schiedsrichter: Craig Joubert (Südafrika) |

- Erstmals überhaupt entschied England eine Test-Match-Serie gegen Australien für sich.
- Zum ersten Mal überhaupt gelangen den Engländern drei Auswärtssiege in Folge gegen die Wallabies.

| 19. Juni 2016 18:10 ART | Argentinien | 30 : 19         | Frankreich                                                                                         | Estadio Monumental José Fierro, Tucumán Schiedsrichter: John Lacey (Irland) |
| 19. Juni 2016 18:10 ART | Versuche: Montero 19. erh. Tuculet 28. erh. Petti 73. erh. Erhöhungen: Sánchez (3/3) Straftritte: Sánchez (3/5) 16., 61., 65. | (17:10) Bericht | Versuche: Bonfils 31. erh. Erhöhungen: Plisson (1/1) Straftritte: Plisson (4/6) 10., 43., 48., 53. | Estadio Monumental José Fierro, Tucumán Schiedsrichter: John Lacey (Irland) |

### Woche 4
| 24. Juni 2016 15:00 FJT | Fidschi                        | 3 : 14        | Georgien                                                                        | National Stadium, Suva Zuschauer: 1.025 Schiedsrichter: JP Doyle (England) |
| 24. Juni 2016 15:00 FJT | Straftritte: Volavola (1/1) 12 | (3:3) Bericht | Versuche: Chmaladse 41. n.erh. Straftritte: Kwirikaschwili (3/5) 8., 55., 80.+3 | National Stadium, Suva Zuschauer: 1.025 Schiedsrichter: JP Doyle (England) |

| 25. Juni 2016 15:10 | Argentinien | 0 : 27         | Frankreich | Estadio Monumental José Fierro, Tucumán Schiedsrichter: Wayne Barnes (England) |
| 25. Juni 2016 15:10 |             | (0:10) Bericht | Versuche: Bonneval 38. erh. Lamerat 50. erh. Goujon 62. erh. Erhöhungen: Serin (3/3) Straftritte: Serin (2/2) 25., 44. | Estadio Monumental José Fierro, Tucumán Schiedsrichter: Wayne Barnes (England) |

| 25. Juni 2016 17:00 | Südafrika | 19 : 13        | Irland                                                                                    | Nelson Mandela Bay Stadium, Port Elizabeth Zuschauer: 42.324 Schiedsrichter: Glen Jackson (Neuseeland) |
| 25. Juni 2016 17:00 | Versuche: Pietersen 39. erh. Erhöhungen: Jantjies (1/1) Straftritte: Jantjies (3/4) 5., 31., 68. Combrinck (1/1) 59. | (7:10) Bericht | Versuche: Marshall 15. erh. Erhöhungen: Jackson (1/1) Straftritte: Jackson (2/3) 22., 69. | Nelson Mandela Bay Stadium, Port Elizabeth Zuschauer: 42.324 Schiedsrichter: Glen Jackson (Neuseeland) |

| 25. Juni 2016 19:00 | Vereinigte Staaten                                                                                          | 25 : 0         | Russland | Bonney Field, Sacramento Schiedsrichter: Matthew Carley (England) |
| 25. Juni 2016 19:00 | Versuche: Te’o 64. erh. Erhöhungen: MacGinty (1/1) Straftritte: MacGinty (6/6) 10., 14., 28., 36., 40., 44. | (15:0) Bericht |          | Bonney Field, Sacramento Schiedsrichter: Matthew Carley (England) |

- Todd Clever absolvierte sein 68. Test Match und übertraf damit die bisherige US-amerikanische Bestmarke von Mike MacDonald.

| 25. Juni 2016 19:20 | Japan                                                                                      | 16 : 21        | Schottland                                                              | Ajinomoto-Stadion, Chōfu Zuschauer: 34.073 Schiedsrichter: Marius Mitrea (Italien) |
| 25. Juni 2016 19:20 | Versuche: Shigeno 20. erh. Erhöhungen: Tamura (1/1) Straftritte: Tamura (3/3) 6., 29., 49. | (13:9) Bericht | Straftritte: Pyrgos (3/4) 2., 15., 25. Laidlaw (4/4) 52., 60., 70., 77. | Ajinomoto-Stadion, Chōfu Zuschauer: 34.073 Schiedsrichter: Marius Mitrea (Italien) |

- Die 34.073 Zuschauer bedeuteten einen neuen Besucherrekord für ein Rugby-Länderspiel in Japan.

| 25. Juni 2016 19:35 | Neuseeland | 46 : 6         | Wales                             | Forsyth Barr Stadium, Dunedin Schiedsrichter: Jérôme Garcès (Frankreich) |
| 25. Juni 2016 19:35 | Versuche: Smith 23. n.erh. Moala 34. erh. Barrett (2) 44. erh., 56. erh. Coles 62. erh. Dagg 80. erh. Erhöhungen: Barrett (5/6) Straftritte: Barrett (2/2) 16., 27. | (18:6) Bericht | Straftritte: Biggar (2/2) 6., 18. | Forsyth Barr Stadium, Dunedin Schiedsrichter: Jérôme Garcès (Frankreich) |

| 25. Juni 2016 20:00 | Australien | 40 : 44         | England | Allianz Stadium, Sydney Zuschauer: 44.063 Schiedsrichter: Nigel Owens (Wales) |
| 25. Juni 2016 20:00 | Versuche: Foley 12. erh. Haylett-Petty 20. n.erh. Hooper 50. erh. Folau 57. erh. Naiyaravoro 80. n.erh. Erhöhungen: Foley (3/5) Straftritte: Foley (3/4) 27., 40., 71. | (18:17) Bericht | Versuche: Cole 10. erh. Brown 29. erh. Vunipola 43. n.erh. George 66. erh. Erhöhungen: Farrell (3/4) Straftritte: Farrell (6/6) 25., 47., 55., 61., 69., 79. | Allianz Stadium, Sydney Zuschauer: 44.063 Schiedsrichter: Nigel Owens (Wales) |

- Erstmals seit 1971 (damals gegen Südafrika) verlor Australien eine dreiteilige Test-Match-Serie mit 0:3.

| 26. Juni 2016 12:00 EDT | Kanada                                               | 18 : 20       | Italien                                                                              | BMO Field, Toronto Schiedsrichter: Alexandre Ruiz (Frankreich) |
| 26. Juni 2016 12:00 EDT | Versuche: McRorie (6/6) 11., 23., 31., 47., 53., 66. | (9:9) Bericht | Versuche: Gega 59. n.erh. Straftritte: Allan (4/5) 7., 15., 34., 50. Canna (1/1) 71. | BMO Field, Toronto Schiedsrichter: Alexandre Ruiz (Frankreich) |